# Castels
Castels (trong tiếng Occitan Castèl) là một xã của Pháp, nằm ở tỉnh Dordogne trong vùng Aquitaine của Pháp. Xã này có diện tích 19,6 km2, dân số năm 2007 là 541 người. Xã nằm ở khu vực có độ cao trung bình 70 m trên mực nước biển.

## Thông tin nhân khẩu
| Năm    | 1962 | 1968 | 1975 | 1982 | 1990 | 1999 | 2007 |
| ------ | ---- | ---- | ---- | ---- | ---- | ---- | ---- |
| Dân số | 491  | 449  | 416  | 385  | 402  | 445  | 541  |

}}